# Koku
Koku (jap. 石) ist eine Volumeneinheit im japanischen Maßsystem Shakkanhō sowie im Rahmen des Kokudaka-Systems (石高, „Höhe an Koku [Reis]“) eine Vermögenseinheit.

## Raummaß
Zunächst gab es unterschiedliche Einheiten je nach Zeit und Region, diese wurden jedoch im Jahr 1669 vereinheitlicht.
1 Koku entspricht:
- 10 To (斗)
- 100 Shō (升)
- 1000 Gō (合)

1891 wurde 1 Shō als 2401⁄1331 Liter ≈ 1,8039 l definiert und damit ein Koku also etwa 180,39 l.
Als Holzvolumen und als Ladekapazität im Schiffbau ist ein Koku als 10 kubische shaku (1 shaku = 10⁄33 m) definiert, was in metrischen Maßen 10·(10⁄33 m)3 ≈ 0,278 m³ ≈ 278 l entspricht.

## Kokudaka
Die Reisproduktion wurde in Koku gemessen, wobei ein Koku als die Menge trockener Reiskörner festgelegt wurde, die ein Erwachsener in einem Jahr verzehrt. Der Gegenwert in Geld entsprach in durchschnittlichen Erntejahren etwa 1 Ryō (seit 1871 Yen) und konnte bei Missernten und Inflation entsprechend der Nachfrage steigen. So lag beispielsweise im Jahr 1891 der Preis pro Koku (1,8 Hektoliter) bei 6,32 bis 7,35 Yen und stieg bis 1900 auf 10,28 bis 11,93 Yen.
Die Bestimmung des heutigen Gegenwerts eines Ryō gelingt nur annäherungsweise: Nach dem Mittelwert der Goldkursschwankungen der letzten drei Jahrzehnte entspräche 1 Ryō etwa 350.000 Yen bzw. 2000 Euro (Schwankungsbreite 1750–2300 Euro). Weitaus ungünstiger sähe das Verhältnis gemessen an der Kaufkraftentwicklung aus. Demnach wäre 1 Ryō heute nur etwa 100 Euro wert.   
Früher gab man das Vermögen oder den Sold einer Person in Koku Reis pro Jahr an – Kokudaka (石高). Ein Daimyō verfügte über mindestens 10.000 Koku Reis pro Jahr. Die Masse der Samurai wurde jedoch für gewöhnlich nur gering entlohnt, teilweise sogar unter dem Existenzminimum einer Familie.
Im Folgenden sind die Familien mit einem nominalen Reiseinkommen (表高, omotedaka) von über einer halben Million Koku angegeben, d. h. die Zahlen stützen sich auf die Angaben beim Shōgunat. Es kann daher erhebliche Diskrepanzen zum realen Einkommen (内高, uchidaka) geben.
| Nr. | Lehen    | Familie                   | Einkommen |
| --- | -------- | ------------------------- | --------- |
| 1.  | (Tenryō) | Tokugawa-Shogunatsfamilie | 4.000.000 |
| 2.  | Kaga     | Maeda                     | 1.025.000 |
| 3.  | Satsuma  | Shimazu                   | 770.000   |
| 4.  | Sendai   | Date                      | 625.000   |
| 5.  | Owari    | Owari-Tokugawa            | 620.000   |
| 6.  | Kishū    | Kishū-Tokugawa            | 550.000   |
| 7.  | Kumamoto | Hosokawa                  | 540.000   |
| 8.  | Fukuoka  | Kuroda                    | 520.000   |

1. ↑  Ausgenommen die Ländereien der Hatamoto, die insgesamt 2,5 Millionen Koku ergaben, und vom Shogunat einbehaltene Daimyō-Ländereien mit insgesamt 500.000 Koku.

Das Gesamtreiseinkommen Japans betrug 30 Millionen Koku.